# Subtrochantäre Femurfraktur
Subtrochantäre Femurfraktur ist der medizinische Fachbegriff für einen Knochenbruch des Oberschenkelknochens unterhalb der sogenannten Linea intertrochanterica, also einer Linie zwischen den beiden Rollhügeln (Trochanter major und Trochanter minor).

## Vorkommen
Ähnlich wie die anderen Frakturen am proximalen (stammnahen) Oberschenkel kommt sie meist bei älteren Menschen beim Sturz auf die entsprechende Hüfte vor. Bei Hochenergietraumen (z. B. Verkehrsunfällen oder Stürzen beim Wintersport oder aus größerer Höhe) tritt die Fraktur auch bei jüngeren Personen auf, bei Kindern ist sie selten.
Anatomisch betrachtet handelt es sich um eine Oberschenkelschaftfraktur, funktionell ist sie jedoch den sogenannten „hüftgelenknahen Femurfrakturen“ zuzuordnen. Meist liegen Stück- oder Trümmerfrakturen, die nicht selten weit in den Schaft hinunterreichen, vor. Nicht selten finden sich Kombinationsverletzungen aus einer pertrochantären Fraktur mit zusätzlichen subtrochantären Anteilen, die dann im klinischen Sprachgebrauch oft als per-/subtrochantäre Fraktur bezeichnet wird.

## Behandlung
Vor Entwicklung der Osteosyntheseverfahren in der zweiten Hälfte des 20. Jahrhunderts erfolgte die Behandlung von Oberschenkelfrakturen in einer Streckvorrichtung. Die damit verbundene extrem lange Bettlägerigkeit hatte allerdings gerade bei alten Patienten eine erhebliche Krankenhausletalität durch hypostatische Pneumonien, tiefen Beinvenenthrombosen mit nachfolgenden Lungenembolien sowie ausgedehnte, schwer behandelbare Durchliegegeschwüre zur Folge. Patienten, die die Extensionsbehandlung überstanden, bedurften einer sehr langwierigen Rehabilitation aufgrund der regelhaft auftretenden ausgeprägten muskulären Inaktivitätsatrophie (Muskelschwund) und Inaktivitätsosteoporose (Knochenschwund), hinzu kamen Gelenkkontrakturen mit Verlust der Beweglichkeit in Knie- und Hüftgelenk. Daher hat sich mit der Entwicklung entsprechender Verfahren rasch die operative Behandlung der subtrochantären Frakturen durchgesetzt. Angestrebt wird heute eine primär belastungsstabile osteosynthetische Versorgung, die die sofortige Mobilisierung und krankengymnastische Übungsbehandlung erlaubt.
Zunächst kamen intramedulläre Verfahren wie der von Gerhard Küntscher entwickelte Marknagel und die Bündelnagelung nach J. Ender zum Einsatz. Die komplizierten Hebelverhältnisse an Schenkelhals und proximalem Oberschenkelschaft führten bei diesen Verfahren jedoch gehäuft zu Materialausbrüchen und sekundärem Korrekturverlust („Abrutschen“) der Fraktur. Diese Verfahren waren daher nicht belastungsstabil und daher fast nur bei Patienten mit guter Compliance erfolgreich.
Nach Gründung der AO wurden die hüftgelenknahen Frakturen zunehmend mittels äußerer Fixation, also durch Plattenosteosynthesen und von ihnen abgeleitete Verfahren wie der Winkelplatte versorgt. Letztere bot eine bessere Stabilisierung des Schenkelhalses zum Schaft, erwies sich aber als technisch sehr anspruchsvoll; Probleme bereitete hier das „Cutting out“ der Klinge, wenn die Fraktur nach und nach unter Verkürzung des Schenkelhalses zusammenrutschte.
Dieses Problem konnte mittels der von der AO aus der „Pohlschen Laschenschraube“ entwickelten dynamischen Hüftschraube (DHS) weitgehend gelöst werden: hier gleitet eine in den Schenkelhals eingebrachte kräftige Schraube in einer in die Platte integrierten Hülse, was ein Auswandern der Schraube ins Hüftgelenk in der Regel verhindert. Durch Standardisierung und spezielles Instrumentar war diese Methode technisch weit weniger aufwendig als die Winkelplatte und brachte zuverlässigere Ergebnisse. Bei einfachen Quer- oder kurzen Schrägfrakturen ohne Trümmerzone wird diese Methode nach wie vor erfolgreich eingesetzt.
Der nächste Fortschritt in der Behandlung dieser Frakturen konnte durch die Entwicklung intramedullärer Verriegelungsnägel mit Schenkelhalskomponente erzielt werden. Vorreiter war der Gamma-Nagel, Weiterentwicklungen beispielsweise der Gleitnagel und der proximale Femurnagel. Diese Nägel werden vom Trochanter major aus ohne Freilegen des Frakturbereiches („geschlossene Reposition“) eingebracht, ein im unteren Bereich quer zum Schaft eingebrachter Verriegelungsbolzen verhindert eine Verkürzung der Fraktur auch bei vorliegender ausgedehnterer Trümmerzone, die Winkelstabil eingebrachte Schenkelhalskomponente besteht aus einer Hülse und einer Tragschraube und funktioniert daher ähnlich wie die obengenannte DHS. Diese Nägel sind daher nicht nur bei per- und subtrochantären Frakturen, sondern auch als hüftkopferhaltende Versorgung bei Schenkelhalsfrakturen einsetzbar. Das in sich stabile System erlaubt in der Regel eine sehr frühzeitige Vollbelastung der Fraktur.
Falls keine Fehlstellung vorliegt, kann bei Kindern in seltenen Fällen eine konservative Behandlung infrage kommen. Übliche operative Verfahren bei Kindern und Jugendlichen ist die ESIN-Nagelung oder – selten – Winkelplatten-Osteosynthese.

## Komplikationen
Durch den Blutverlust im Bereich des Knochenbruches kann es zu einem Blutmangel kommen, so dass Blutübertragungen notwendig werden können. Weitere mögliche Komplikationen sind Wundheilungsstörungen, Thrombosen, Pneumonien und andere.
Osteonekrosen und Pseudarthrosen treten aufgrund der im Gegensatz zur Schenkelhalsfraktur guten Blutversorgung der Knochenstücke nur selten auf.